# Somers-Gletscher
Der Somers-Gletscher ist ein Gletscher an der Graham-Küste des Grahamland auf der Antarktischen Halbinsel. Er fließt in nordwestlicher Richtung zum Trooz-Gletscher.
Teilnehmer der British Graham Land Expedition (1934–1937) unter der Leitung des australischen Polarforschers John Rymill kartierten ihn erstmals. Das UK Antarctic Place-Names Committee benannte ihn 1959 nach Henri Somers (1863–1937), leitender Maschinist bei der Belgica-Expedition (1897–1899) des belgischen Polarforschers Adrien de Gerlache de Gomery.